# Nederlandse kampioenschappen marathonschaatsen op kunstijs 2025
De schaatsmarathon Nederlandse kampioenschappen marathonschaatsen op kunstijs 2025 was de veertiende wedstrijd van het marathonseizoen 2024/2025 die op woensdag 1 januari 2025 plaatsvond op ijsbaan Thialf in Heerenveen. 
Het NK Masters werd niet op 1 januari gehouden in Thialf. Deze wedstrijd werd voor de start van de beloften en top-divisie rijders van Marathon Cup 9 in Breda gehouden. 
Bij de mannen werd het een spannende strijd, waarin Christiaan Haasjes zijn eerste nationale titel veroverde. De wedstrijd kende een verrassende wending toen Jorrit Bergsma, na een sterke aanval, aanvankelijk leek te gaan winnen. Bergsma plaatste een aanval in de laatste ronden, maar kon zijn voorsprong niet vasthouden. Het werd een zenuwslopende finale tussen Bergsma en Haasjes, die na een lange achtervolging in de laatste ronde de aansluiting maakte en vervolgens de sprint naar de overwinning trok. Bergsma, die eerder al in 2015 en 2022 Nederlands Kampioen was, eindigde met het zilver, terwijl Lars Woelders het brons veroverde door uit te lopen op Luc ter Haar, de uittredende kampioen die vierde werd. De race werd beïnvloed door enkele controverses vooraf. Zo mochten de langebaanschaatsers van Team Essent, waaronder Beau Snellink en Chris Huizinga (langebaanschaatsers), niet deelnemen na een reglementaire strijd tussen de schaatsbonden. Daarnaast moest Harm Visser, een van de favorieten voor de titel, zich afmelden vanwege ziekte. Bij de vrouwen was Marijke Groenewoud de gedoodverfde favoriete. Ze begon het seizoen met een indrukwekkende reeks overwinningen en wilde haar langverwachte nationale titel behalen. De race begon met een snelle opening, waarin een kopgroep van dertien vrouwen zich snel afscheidde van het peloton. Groenewoud, samen met haar teamgenoten van Albert Heijn Zaanlander, was voortdurend in de buurt van de leidende groep. Hoewel ze tijdens de race verschillende keren werd teruggefloten door haar coach om het werk door anderen te laten doen, bleef Groenewoud altijd alert. Tessa Snoek (VGR Sport / Vreugdenhil Dairy Foods) probeerde de wedstrijd te ontregelen met een solo-aanval, maar deze werd snel ingerekend. In de slotfase, toen het peloton opnieuw in een sprint eindigde, bewees Groenewoud haar snelheid en won de titel, waarmee ze eindelijk haar eerste Nederlands Kampioenschap marathonschaatsen behaalde. Bente Kerkhoff  eindigde als tweede, en Kim Talsma veroverde het brons. Groenewoud's overwinning markeerde de overgang van het tijdperk Irene Schouten, die de titel acht jaar op rij had gewonnen, naar een nieuwe generatie kampioenen. 
Joost de Jong won de wedstrijd van de beloften mannen. De Jong sprong precies op het juiste moment vanuit het peloton naar het leidende tweetal Roy Hoogendoorn en Sipke Sijtsma. Het tweetal had in een aanvalsrijke koers 15 ronden voor de meet de aanval gekozen. Op het moment dat De Jong sprong leek het tweetal bijgehaald te worden maar de extra impuls liet hen voor het peloton finishen. De Jong sprintte vervolgens naar de titel voor  Sijtsma en de eveneens overgestoken Rick de Ruijgt die Hoogendoorn op de streep van het brons hield. Bij de beloften vrouwen won Tijn Borst. Borst, zelf nog Junior A, rekende in de sprint af met Vera van Ditshuizen en Kaat van Steekelenburg die zilver en brons behaalden. Tijn Borst creëerde zelf 15 ronden voor het eind de definitieve ontsnapping samen met Britt van Wees (Wokke Vastgoed). De groep die uitbreidde tot zeven rijdsters dunde in de slotfase uit tot het podiumdrietal dat ging sprinten om de winst. Met name Vera van Ditshuizen schuwde de aanval niet en ging al vanaf het startschot op jacht naar de titel. Haar eerste pogingen werden uiteindelijk geneutraliseerd maar Van Ditshuizen reageerde ook toen de beslissende aanval door Van Wees en Borst werd geplaatst. Met haar titel treedt Tijn Borst in de voetstappen van haar vader Ruud Borst die 31 jaar geleden zelf kampioen was bij wat toen nog de B’s heette. Dezelfde categorie die ondertussen bij de titelstrijd het label neo-senioren heeft gekregen. Later zou Ruud Borst deze B-titel nog doen opvolgen met kampioenschappen op het hoogste niveau zowel op kunst als natuurijs.
Op zijn eigen thuisbaan werd Jochem Uithoven het Nederlands kampioenschap marathonschaatsen voor mannen 40+ gewonnen. In een afvalkoers waar uiteindelijk maar drie schaatsers overbleven was hij de snelste in de sprint. Maarten Mastenbroek en Pieter-Jorn Gemser kregen het zilver en brons omgehangen. Jochem Uithovens vader Hans, een vaste waarde als organisator van schaatsmarathon in Breda, mocht zijn zoon het rood-wit-blauw uitreiken zoals hij eerder op de dag al aan de andere kampioenen had gedaan. Het goud ontving Uithoven uit handen van zijn eigen zoon die zoals het een familie met hart voor de sport betaamd zij opa hier de hele middag al bij had geholpen. De wedstrijd voor masters 50+ won Kurt Wubben. Pas na bestudering van de finishfoto kon Wubben als kampioen worden aangewezen boven Arnold Gaasenbeek die juichend over de streep kwam en die in eerste instantie volgens de tijdregistratie als eerste aankwam. Uittredend kampioen Robert Wierts moest genoegen nemen met het brons. De drie medaillewinnaars gingen sprinten om de winst nadat zij in de slotfase vluchter Kees Hooft hadden achterhaald. Hooft koos na het afsprinten van het peloton de aanval uit een groep van negen met een ronde voorsprong maar moest uiteindelijk genoegen nemen met een plaats net naast het podium. Arjan Bakker had op indrukwekkende wijze zijn titel bij Masters 60+ geprolongeerd. De Bakker ontsnapte in de eerste helft van de wedstrijd samen met Jan Wedman uit het peloton en pakte zo zijn eerste ronde voorsprong. Twintig ronden voor het eind plaatste Bakker een solo-ontsnapping en met ogenschijnlijk gemak lukte het hem een tweede ronde voorsprong te pakken. Nadat Geert Kruims de pelotonsprint om de derde plaats had gewonnen en Jan Wedman met een aantal ererondes het zilver kon bejubelen was het ijs voor Bakker die onbedreigd titelprolongatie kon ophalen. De wedstrijd voor de masters vrouwen had Daniëlle Bekkering gewonnen. Bekkering finishte net als haar concurrenten in het peloton van de gezamenlijk mannen 60 en 70+-wedstrijd maar kwam als eerste vrouw over de streep. Josine Kroon en Eva Riemersma-Van Rheenen mochten voor het zilver en brons naar het podium. Na twee seniorentitels in 2008 en 2009 is dit voor Bekkering de derde kunstijstitel. Met de vrij jonge vrouwenmastertitel is Bekkering pas de eerste vrouw die een seniorentitel doet opvolgen met een mastertitel. Bij de mannen deden enkel Henk Portengen en Jan Kooiman dit. 
Tijdens de medailleceremonie werd het Wilhelmus gezongen door Olympisch Kampioen Michel Mulder

## Tijdschema
| Datum                     | Tijd (CET) | Onderdeel                             |
| ------------------------- | ---------- | ------------------------------------- |
| Zaterdag 21 december 2024 | 13:00      | Vrouwen 40+, Mannen 60+ en Mannen 70+ |
| Zaterdag 21 december 2024 | 14:00      | Mannen 50+                            |
| Zaterdag 21 december 2024 | 15:00      | Mannen 40+                            |
| Woensdag 1 januari 2024   | 11:30      | Beloften vrouwen                      |
| Woensdag 1 januari 2024   | 12:35      | Beloften mannen                       |
| Woensdag 1 januari 2024   | 14:00      | Top-divisie vrouwen                   |
| Woensdag 1 januari 2024   | 15:25      | Top-divisie mannen                    |

## Podia
| Klasse              | Eerste             | Tweede               | Derde                     |
| ------------------- | ------------------ | -------------------- | ------------------------- |
| Top-divisie mannen  | Christiaan Haasjes | Jorrit Bergsma       | Lars Woelders             |
| Top-divisie vrouwen | Marijke Groenewoud | Bente Kerkhoff       | Kim Talsma                |
| Beloften mannen     | Joost de Jong      | Rick de Ruijgt       | Roy Hoogendoorn           |
| Beloften vrouwen    | Tijn Borst         | Vera van Ditshuizen  | Kaat van Steekelenburg    |
| Masters mannen 40+  | Jochem Uithoven    | Maarten Mastenbroek  | Pieter-Jorn Gemser        |
| Masters mannen 50+  | Kurt Wubben        | Arnold Gaasenbeek    | Robert Wierts             |
| Masters mannen 60+  | Arjan Bakker       | Jan Wedman           | Geert Kruims              |
| Masters mannen 70+  | Leendert Wals      | Harrie Klein Gebbink | Nico van Bergeijk         |
| Masters vrouwen     | Daniëlle Bekkering | Josine Kroon         | Eva Riemersma-Van Rheenen |

## Uitslag Top-divisie mannen[5]
| #      | Schaatser           | Ploeg                             | Ronde |
| ------ | ------------------- | --------------------------------- | ----- |
| Goud   | Christiaan Haasjes  | Bouwselect / De Haan Westerhoff   | 152   |
| Zilver | Jorrit Bergsma      | Royal A-ware                      | 152   |
| Brons  | Lars Woelders       | Sprog                             | 152   |
| 4      | Luc ter Haar        | Bouwselect / De Haan Westerhoff   | 152   |
| 5      | Jeroen Janissen     | OKAY/Interfarms                   | 152   |
| 6      | Bart Hoolwerf       | Team Reggeborgh                   | 152   |
| 7      | Tjerk de Boer       | Royal A-ware                      | 152   |
| 8      | Mats Stoltenborg    | Team Essent                       | 152   |
| 9      | Hylke de Boer       | Sprog                             | 152   |
| 10     | Daan Gelling        | Royal A-ware                      | 152   |
| 11     | Christiaan Hoekstra | Hamco / Motorama                  | 151   |
| 12     | Ronald Haasjes      | Bouwselect / De Haan Westerhoff   | 151   |
| 13     | Roel Boek           | OKAY/Interfarms                   | 151   |
| 14     | Klaas Poortinga     | Sprog                             | 151   |
| 15     | Nino van Dijk       | Traumeel Gel                      | 151   |
| 16     | Chiel Smit          | Team Essent                       | 151   |
| 17     | Maikel Stam         | VGR Sport / Galesloot constructie | 151   |
| 18     | Jan-Willem Broos    | Port of Amsterdam / SKITS         | 151   |
| 19     | Sjoerd den Hertog   | Royal A-ware                      | 151   |
| 20     | Evert Hoolwerf      | Team Essent                       | 151   |
| 21     | Niels Overvoorde    | Bouwselect / De Haan Westerhoff   | 150   |
| 22     | Bart Vreugdenhil    | Port of Amsterdam / SKITS         | 150   |
| 23     | Bart Mol            | A6.nl / KMC                       | 150   |
| 24     | Ruben Marinus       | Hamco / Motorama                  | 150   |
| 25     | Bram Kras           | Wokke Vastgoed                    | 150   |
| 26     | Crispijn Ariëns     | Team Reggeborgh                   | 150   |
| 27     | Robert Post         | Team Essent                       | 150   |
| 28     | Luuk Loohuis        | Port of Amsterdam / SKITS         | 150   |
| 29     | Ronald Kruijer      | Bouwselect / De Haan Westerhoff   | 150   |
| 30     | Niels Immerzeel     | VGR Sport / Galesloot constructie | 150   |

150 ronden
1:16:08uur (gem. 30,5sec) 47,3km/h

## Uitslag Top-divisie vrouwen[6]
| #      | Schaatser          | Ploeg                                        | Ronde |
| ------ | ------------------ | -------------------------------------------- | ----- |
| Goud   | Marijke Groenewoud | Team Albert Heijn Zaanlander                 | 100   |
| Zilver | Bente Kerkhoff     | Team Albert Heijn Zaanlander                 | 100   |
| Brons  | Kim Talsma         | Bouwbedrijf De Vries                         | 100   |
| 4      | Esther Kiel        | Puur ICT-BTZ                                 | 100   |
| 5      | Sofia Schilder     | Wokke Vastgoed                               | 100   |
| 6      | Jet Fransen        | Wokke Vastgoed                               | 100   |
| 7      | Tjilde Bennis      | Turner                                       | 100   |
| 8      | Nikki Noordergraaf | OKAY/Interfarms                              | 100   |
| 9      | Eline van Voorden  | Fortune Coffee                               | 100   |
| 10     | Evelien Vijn       | Puur ICT-BTZ                                 | 100   |
| 11     | Beau Wagemaker     | A6.nl / KMC                                  | 100   |
| 12     | Manon Gremmen      | Husqvarna / Praktijk Centrum Bomen           | 100   |
| 13     | Esmée Brommer      | Wokke Vastgoed                               | 100   |
| 14     | Esmee Visser       | Bouwbedrijf De Vries                         | 100   |
| 15     | Sophie Kraaijeveld | Turner                                       | 100   |
| 16     | Lidia Tempert      | Skadi / P&G Safety / Mark Bouman Grondwerken | 100   |
| 17     | Merel Conijn       | Team Albert Heijn Zaanlander                 | 100   |
| 18     | Olin Verhoog       | OCRE                                         | 100   |
| 19     | Veerle van Koppen  | Puur ICT-BTZ                                 | 100   |
| 20     | Reina Anema        | Bouwbedrijf De Vries                         | 100   |
| 21     | Femke Mossinkoff   | VGR Sport / Vreugdenhil Dairy Foods          | 100   |
| 22     | Paula Konijn       | OCRE                                         | 100   |
| 23     | Amber Siegers      | Skadi / P&G Safety / Mark Bouman Grondwerken | 100   |
| 24     | Maaike Verweij     | Team Albert Heijn Zaanlander                 | 100   |
| 25     | Evi Gelling        | Turner                                       | 100   |
| 26     | Tessa Snoek        | VGR Sport / Vreugdenhil Dairy Foods          | 100   |
| 27     | Claudia Oranje     | Leontienhuis                                 | 100   |
| 28     | Nienke Smit        | OCRE                                         | 100   |
| DQ     | Lianne van Loon    | OKAY/Interfarms                              | 100   |

100 ronden
0:54:25uur (gem. 32,7sec) 44,1km/h

## Uitslag beloften mannen[7]
| #      | Rijer                | Ploeg                                  | Ronde |
| ------ | -------------------- | -------------------------------------- | ----- |
| Goud   | Joost de Jong        | Bouwselect / De Haan Westerhoff        | 100   |
| Zilver | Sipke Sijtsema       | Douma Staal                            | 100   |
| Brons  | Rick de Ruijgt       | Groenehartsport.nl                     | 100   |
| 4      | Roy Hoogendoorn      | Spieren voor Spieren / Douna Machinery | 100   |
| 5      | Ruben Verkerk        | Ormer ICT                              | 100   |
| 6      | Daan Berkhout        | Team Reggeborgh                        | 100   |
| 7      | Matthé Pronk         | OKAY/Interfarms                        | 100   |
| 8      | Arjan van Damme      | Skate@sea                              | 100   |
| 9      | Chris de Velde       | Royal A-ware                           | 100   |
| 10     | Joël Haasjes         | Arbeidsrecht de Graaf                  | 100   |
| 11     | Mathijs van Zwieten  | Douma Staal                            | 100   |
| 12     | Simon de Smit        | Vector                                 | 100   |
| 13     | Jasper Tinga         | Douma Staal                            | 100   |
| 14     | Sille Hut            |                                        | 100   |
| 15     | Jitse Wiersma        | Speelman / Exclusief Vastgoedbeheer    | 100   |
| 16     | Niek Berden          | Traumeel Gel                           | 100   |
| 17     | Quinten Meerveld     | Quinten Meerveld                       | 100   |
| 18     | Mats ten Cate        | Speelman / Exclusief Vastgoedbeheer    | 100   |
| 19     | Friso van Vliet      | Speelman / Exclusief Vastgoedbeheer    | 100   |
| 20     | Ewout Beijeman       | Attaq                                  | 100   |
| 21     | Jasper van der Marel | Spieren voor Spieren / Douna Machinery | 100   |
| 22     | Rick Meijer          | Bouwselect / De Haan Westerhoff        | 100   |
| 23     | Melle Brouwer        | Bouwselect / De Haan Westerhoff        | 100   |
| 24     | Jelle Koeleman       | Douma Staal                            | 100   |
| 25     | Morris Witkam        | Vector                                 | 100   |
| 26     | Chris Brommersma     | Spieren voor Spieren / Douna Machinery | 100   |

100 ronden
0:53:12uur (gem. 31,9sec) 45,1km/h

## Uitslag Top-divisie vrouwen
| #      | Rijder                  | Ploeg                                        | Ronde |
| ------ | ----------------------- | -------------------------------------------- | ----- |
| Goud   | Anna Marit Sybrandi     | Boltrics                                     | 60    |
| Zilver | Mayke Vriesinga         | Boltrics                                     | 60    |
| Brons  | Iris Tiben              | Wokke Vastgoed                               | 60    |
| 4      | Iza Stekelenburg        | OCRE                                         | 60    |
| 5      | Tijn Borst              | Victron Energy                               | 60    |
| 6      | Sam van der Monde       | Gewest Friesland                             | 60    |
| 7      | Lianne van Gameren      | Skadi / P&G Safety / Mark Bouman Grondwerken | 60    |
| 8      | Viviana Rodríguez Rojas | 21Adventures.nl                              | 60    |
| 9      | Liset Speelman          | Speelman / Exclusief Vastgoedbeheer          | 60    |
| 10     | Bianca van der Meer     |                                              | 60    |
| 11     | Tjitske Eppinga         | Appartementen De Lindehoeve                  | 60    |
| 12     | Tara Donoghue           | Leontienhuis                                 | 60    |
| 13     | Susanne Prins           | Speelman / Exclusief Vastgoedbeheer          | 60    |
| 14     | Donna Pronk             | Forte D team                                 | 60    |
| 15     | Melissa Mooijman        | Wokke Vastgoed                               | 60    |
| 16     | Renée Schipper          | Vector                                       | 60    |
| 17     | Nikita Fredrikze        | Leontienhuis                                 | 60    |
| 18     | Florien Bolks           | Drenergie / B&B Nordengoed                   | 60    |
| 19     | Sterre Kuijs            | OCRE                                         | 60    |
| 20     | Madelief de Jong        | TZN                                          | 60    |

60 ronden
0:36:46uur (gem. 36,8sec) 39,2km/h

### Snelste wedstrijdgemiddelde
| Klasse              | Snelste gemiddelde       | Tijd     | Ronden | Schaatsster        | Ploeg                           |
| ------------------- | ------------------------ | -------- | ------ | ------------------ | ------------------------------- |
| Top-divisie Mannen  | 47,3 km/h (gem. 30,5sec) | 01:16:08 | 150    | Christiaan Haasjes | Bouwselect / De Haan Westerhoff |
| Top-divisie Vrouwen | 44,1 km/h (gem. 32,7sec) | 00:54:25 | 100    | Marijke Groenewoud | Team Albert Heijn Zaanlander    |
| Beloften Mannen     | 45,1 km/h (gem. 31,9sec) | 00:53:12 | 100    | Joost de Jong      | Bouwselect / De Haan Westerhoff |
| Beloften Vrouwen    |                          |          |        |                    |                                 |
| Masters mannen 40+  |                          |          |        |                    |                                 |
| Masters mannen 50+  |                          |          |        |                    |                                 |
| Masters mannen 60+  |                          |          |        |                    |                                 |
| Masters mannen 70+  |                          |          |        |                    |                                 |
| Masters vrouwen     |                          |          |        |                    |                                 |

Marathon Cup 1 · 
Marathon Cup 2 · 
Marathon Cup 3 ·
Marathon Cup 4 · 
Marathon Cup 5 · 
Marathon Cup 6 · 
Marathon Cup 7 · 
Marathon Cup 8 · 
De Vier van Noord-Holland 1 · 
De Vier van Noord-Holland 2 · 
De Vier van Noord-Holland 3 · 
De Vier van Noord-Holland 4 · 
Marathon Cup 9 · 
NK kunstijs · 
Marathon Cup 10 · 
Marathon Cup 11 · 
Marathon Cup 12 · 
Marathon Cup 13 · 
Grand Prix 1 · 
Open NK natuurijs · 
Grand Prix 2 · 
Grand Prix 3 · Marathon Cup 14 · 
Marathon Cup 15 · 
Grand Prix 4 · 
Grand Prix 5 · 
Grand Prix 6 ·  
Marathon Cup 16  · 
Klassementen: KNSB Cup ·
Jongeren · 
Ploegen ·
Grand Prix ·
Club-assistent Brabantcup ·
De Vier van Noord-Holland
Lijst van schaatsmarathonrijders 2024/2025